# American Axle
American Axle & Manufacturing, Inc. (AAM) med hovedkvarter i Detroit, Michigan, er en amerikansk producent af drivlinjer og bilaksler som underleverandør til bilindustrien.
AAM blev etableret i 1994. Der er 25.000 ansatte.